# TVI 24
TVI 24 – portugalski kanał telewizyjny o profilu informacyjnym, należący do Media Capital, jednego z działających w Portugalii komercyjnych nadawców radiowo-telewizyjnych, którego właścicielem była hiszpańska grupa medialna PRISA.
TVI 24 działał od 26 lutego 2009 roku. Stacja dostępna była drogą satelitarną (na platformie ZON TV), a także w sieciach kablowych.
W 2021 zmiana logo.
W 2021 zastąpiony przez kanał CNN Portugal.